# Forza Europa (parti politique)
Ne doit pas être confondu avec Forza Europa (groupe parlementaire).
Forza Europa est un parti politique libéral italien, fondé en 2017, dirigé par Benedetto Della Vedova.
Il compte trois parlementaires (deux députés et un sénateur en 2018), élus dans le cadre de la coalition +Europa.